# Ctenotus zastictus
Espèce
Statut de conservation UICN

 NT  : Quasi menacé
Ctenotus zastictus est une espèce de sauriens de la famille des Scincidae.

## Répartition
Cette espèce est endémique d'Australie-Occidentale en Australie.

## Publication originale
- Storr, 1984 : A new Ctenotus (Lacertilia: Scincidae) from Western Australia. Records of the Western Australian Museum, vol. 11, no 2, p. 191-193 (texte intégral).